# Рамиз Салкић
Рамиз Салкић (Хранча код Братунца, 15. новембар 1973) бошњачки је политичар који од 24. новембра 2014. године do 15. новембра 2022. godine обављаo функцију потпредсједника Републике Српске из реда бошњачког народа.

## Биографија
Рамиз Салкић је рођен 15. новембра 1973. године у Хранчи, општина Братунац, СР Босна и Херцеговина, СФР Југославија (данас Република Српска, Босна и Херцеговина). По занимању је магистар природних наука из области биологије. Основну и средњу школу завршио у родном Братунцу, а Филозофски факултет, Одсјек биологија–хемија на Универзитету у Тузли, гдје је стекао звање професора биологије–хемије. Постдипломске студије завршио је на Природно-математичком факултету, претходно поменутог универзитета, и стекао звање магистра природних наука из области биологије. Као професор је радио у ОШ Подриње у Тузли, затим у ЈУ Средњој економској школи у Тузли и ЈУ Бехрам-бегова медреса Тузла. Појединачно и са сарадницима објавио је више научних радова. Био је предсједник Главног одбора Асоцијације младих Странке демократске акције (СДА) Босне и Херцеговине и предсједник Регионалног одбора СДА Средње Подриње–Зворник.
Члан је Предсједништва и Главног одбора СДА Босне и Херцеговине. За делегата у Вијећу народа Републике Српске изабран је 2003. године и на тој позицији је остао до 2006. године, вршећи дужност предсједника клуба Бошњака у Вијећу народа Републике Српске. Био је посланик у Народној скупштини Републике Српске од 2007. године на позицији предсједника Клуба СДА–СДП. Након избора 2010. године поновно је изабран за народног посланика, а након тога и за потпредсједника Народне скупштине Републике Српске. Тренутно обавља функцију потпредсједника Републике Српске на чију дужност је ступио током деветог сазива Народне скупштине Републике Српске 24. новембра 2014. године као представник бошњачког народа заједно са Јосипом Јерковићем који је изабран из реда хрватског народа.

## Породични живот
Ожењен је, отац троје дјеце.